# Pomezia
Pomezia is een gemeente in de Italiaanse provincie Rome (regio Latium) en telt 46.802 inwoners (31-12-2004). De oppervlakte bedraagt 107,4 km², de bevolkingsdichtheid is 393 inwoners per km².
De volgende frazioni maken deel uit van de gemeente: Campo Ascolano, Campo Bello, Campo Jemini, Castagnetta, Collefiorito, Martin Pescatore, Pratica di Mare, Santa Palomba, Santa Procula, Torvaianica, Torvaianica Alta, Villaggio Tognazzi.

## Geschiedenis
Pomezia werd in 1939 gesticht, in het kader van de drooglegging van de Pontijnse moerassen door de Italiaanse overheid.

## Demografie
Pomezia telt ongeveer 19600 huishoudens. Het aantal inwoners steeg in de periode 1991-2001 met 17,2% volgens cijfers uit de tienjaarlijkse volkstellingen van ISTAT.
| Jaar | Inwoneraantal |
| ---- | ------------- |
| 1991 | 37.512        |
| 2001 | 43.960        |

## Geografie
De gemeente ligt op ongeveer 108 m boven zeeniveau.
Pomezia grenst aan de volgende gemeenten: Ardea, Rome.

## Geschiedenis
Pomezia werd in 1939 gesticht, in het kader van de drooglegging van de Pontijnse moerassen door de Italiaanse overheid.